# Yavanna
Yavanna (traducido como ‘dadora de frutos’ del quenya) es un personaje ficticio que forma parte del legendarium creado por el escritor británico J. R. R. Tolkien y que aparece en su libro póstumo El Silmarillion. Es una ainu y una de las Valier, la segunda más poderosa, hermana mayor de Vána y esposa de Aulë. También formaba parte del grupo de valar conocidos como aratar. En el disfraz que lleva en Eä tiene la apariencia de una mujer alta, vestida de verde, aunque a veces tomaba la forma de un árbol. Los elfos la llamaron también Kementári (‘reina de la Tierra’).

## Descripción
Yavanna es una ainur, un ser espiritual creado por Ilúvatar a partir de su pensamiento, y la segunda más venerable de las valier, nombre que los elfos dieron a las ainur más poderosas que habían descendido al mundo tras su creación, tan solo por detrás de Varda. La única descripción física que J. R. R. Tolkien hizo del personaje aparece en «Valaquenta», donde se dice que es una mujer alta y vestida de verde; no obstante y debido a que los ainur carecen de apariencia física, esto no es más que un «disfraz» que se puso al llegar al mundo. Por este motivo, Yavanna adopta en ocasiones la forma de un árbol, de cuyas ramas se derrama un rocío dorado que hace brotar trigo de la tierra estéril.
En «Valaquenta», J. R. R. Tolkien dice además que Yavanna es «amante de todas las cosas que crecen en la tierra» y que en su mente conserva todos los tipos de vegetación y criaturas vivas.

## Etimología y otros nombres
En los relatos de El libro de los cuentos perdidos, el primer nombre dado a Yavanna, Palúrien, aparece tanto así como de las formas Palûríen y Palurien. Esto se debe a que en principio J. R. R. Tolkien no elaboró un sistema de acentuación para el élfico; no obstante y para la edición de la obra, su hijo Christopher adoptó uno similar al del sindarin basado en el uso de acentos agudos para indicar vocal larga y circunflejos para los monosílabos, conservando algunos graves de los textos originales. De esta forma, en la edición publicada de El libro de los cuentos perdidos aparece sólo Palúrien.

## Historia ficticia
En el principio de los días, cuando los valar vivían en la Tierra Media, Yavanna sembró semillas por todo Endor y cuando las lámparas brillaron por primera vez, las semillas brotaron y crecieron. Así empezó la llamada: "Primavera de Arda". Pero Melkor destruyó las lámparas y dañó las obras de los valar, incluyendo las de Yavanna.
Cuando los valar comenzaron la construcción de Aman, Yavanna hizo crecer allí más plantas y fueron incluso más hermosas que las primeras. En los bosques que creó en Valinor, el vala Oromë entrenaba a numerosas criaturas, y más tarde a elfos, para la lucha contra Melkor.
Una vez terminada Valinor, Yavanna bendijo el montículo de Ezellohar y Nienna lo regó con sus lágrimas. Entonces Yavanna cantó para los valar y en el montículo crecieron Laurelin y Telperion, los Dos Árboles, que se convirtieron en la mayor creación de la valië.
Tras una conversación con Aulë, en la que queda claro que los hijos de Ilúvatar (elfos, hombres, y, por adopción, enanos) no respetaran las obras de sus manos (plantas y animales), le pide a Manwë que los árboles, que son su creación más preciada, puedan defenderse, y Manwë, por consejo de Ilúvatar, da pie al nacimiento de los ents, los pastores de árboles.
A Yavanna pertenecía el maia Aiwendil (conocido también como Radagast), uno de los Istari.

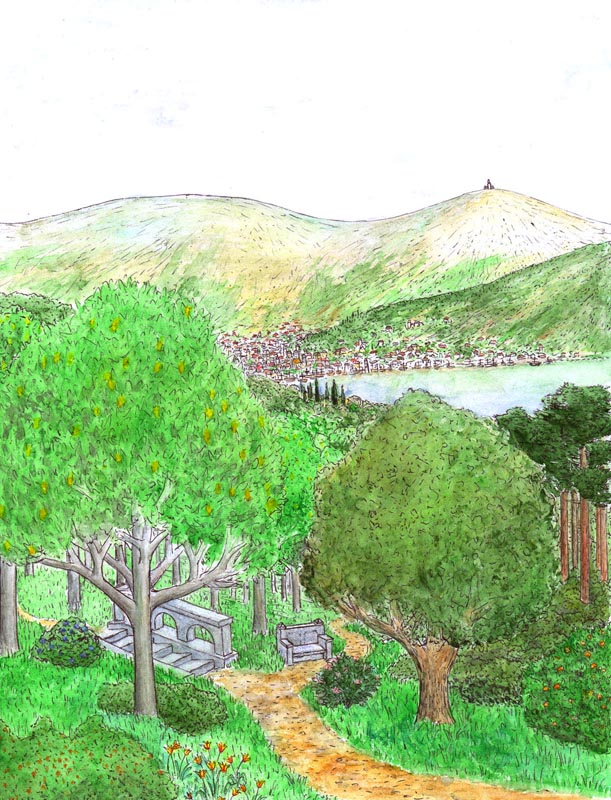
Los Nísimaldar, árboles fragantes de Númenor.

Una de las especies de los árboles fragantes, o Nísimaldar, que crecían en la isla de Númenor se llamaba yavannamírë («joya de Yavanna») en honor a esta valië.

## Creación y desarrollo
J. R. R. Tolkien mencionó por primera vez a Yavanna en «La música de los Ainur», versión original de «Ainulindalë» que fue incluida en El libro de los cuentos perdidos tras su composición entre noviembre de 1918 y la primavera de 1920. La historia que narra incluye, además de la Creación de Arda por parte de Ilúvatar y los ainur, una descripción de estos últimos y su descenso al mundo para darlo forma y prepararlo para la llegada de los elfos y los hombres, lo que tiempo después se convertirían en «Valaquenta» y los primeros capítulos de «Quenta Silmarillion».
Dentro del pasaje que dedica a la entrada de los valar en el mundo y que no conservó posteriormente, J. R. R. Tolkien dice de Yavanna que llegó al mundo acompañando a su esposo Aulë y que con ellos iban los espíritus de los árboles, del valle, de la floresta y de las laderas de las montañas, quienes reciben otros nombres como duendecillos, hadas o leprechauns. Esta hueste de espíritus menores se convertirían posteriormente en los maiar, eliminando el elemento feérico. Su nombre original es aquí Palúrien, en lugar de Kementári. Otra diferencia notable es la aparición de Oromë como su hijo.